# Section Fu
Section Fu est un groupe de hip-hop français, originaire des 18e et 19e arrondissements de Paris, et d'Aubervilliers en Seine-Saint-Denis. Il se compose de Linko, Ati Mali, Dexter et Voodoo.

## Biographie
Le groupe est initialement formé en 1994 par les deux amis lycéens de la Place de Clichy à Paris, Voodoo et Rudy, sous le nom de Natifs du 18e, ou Natifs du XVIIIe. Ils sont ensuite rejoints par Linko, un rappeur originaire d'Aubervilliers en Seine-Saint-Denis, et jouent sur scène aux côtés des Silmarils, un groupe de rock alternatif et les Less du Neuf. Le trio est rejoint par Dexter, breaker de Creil, dans l'Oise, et deviennent Section Fu en 1996. 
Ils sortent un EP cinq titres intitulé Mortal Kombat, enregistré et mixé par un copain de classe, nommé Alexis Mauri. L'EP contient des titres comme V'la les Fu et surtout Quel F*cky! (porté par le sample de la chanson Summer in The City de Quincy Jones) qui brille par une collaboration avec Wicked Dread (devenu Taïro) et Apollo J.
Mortal Kombat connaît à la fois un succès d'estime et un succès commercial à Paris[réf. nécessaire]. Grâce à ce mini-album, le groupe décroche des apparitions sur de prestigieuses compilations. Invasion d'abord avec le titre Full Concept puis, en 1997, sur le mix du DJ new-yorkais Enuff avec le sombre Ruff Reality. La même année, la Section Fu fait partie du casting pour officier sur la compilation Police, pour laquelle les quatre mentors livrent la chanson Ton fils, dont beaucoup[Qui ?] diront qu'il est le titre le plus vindicatif du projet[réf. nécessaire].  La Section Fu commence son déclin en s'effaçant du devant de la scène rap français, ne sortant que des maxis de ses membres en solo, et de facture très moyenne.
Fin 1999, le maxi Shoot dans le mille est publié et augure d'un retour de la Section Fu. Mais l'année 2000 va laisser les amateurs des Fu sur leur faim. Fu Infanterie, le premier album tant attendu, n'est en fait qu'une compilation écrite en collaboration avec la formation satellite de la Section Fu, Octobre Rouge (produit par Voodoo). Octobre Rouge, dont les musiques sont signées par Voodoo, se popularise, laissant les projets tant attendus du groupe-racine en suspens. Voodoo s'occupe désormais du lancement de ses protégés de l'époque, Graind'Caf, Logan et DJ Manifest.
En 2004, en prélude à l'album 64 cases en moins, le groupe publie un street album sous la forme d'un best-of comprenant de nombreux titres inédits, d'autres issus de Mortal Kombat, et surtout de l'album à venir. Celui-ci débarque finalement quelques mois plus tard. En 2009, Voodoo annonce son premier album solo dont le premier single V comme Voodoo est disponible sur son Myspace.